# Nationalsozialistischer Rechtswahrerbund
Der Nationalsozialistische Rechtswahrerbund (NSRB) war die Berufsorganisation der Juristen im nationalsozialistischen Deutschen Reich von 1936 bis 1945 mit Sitz in Berlin. Hervorgegangen ist die Organisation aus dem Bund Nationalsozialistischer Deutscher Juristen (BNSDJ), der von 1928 bis 1936 unter diesem Namen bestand.

## Geschichte
1928 wurde der Bund Nationalsozialistischer Deutscher Juristen (BNSDJ) als Organisation innerhalb der NSDAP durch Hans Frank gegründet. In seinem Tagebuch behauptete Hans Frank im August 1942, dass Hitler ihn 1926 zum Führer des Nationalsozialistischen Juristenbundes gemacht habe. Frank war bemüht, den Juristenbund zu einer großen Organisation auszubauen. Ursprünglich hatten dem Juristenbund überwiegend Rechtsanwälte angehört. Später erfasste der Bund alle Juristen. 1929 hatte der Bund 90, Ende 1931 701 und Ende 1932 1.374 Mitglieder. Am 25. April 1933 wurde Frank von Reichspräsident Paul von Hindenburg zum „Reichskommissar für die Gleichschaltung der Justiz und für die Erneuerung der Rechtsordnung“ ernannt. Damit wurde Frank zu einem der einflussreichsten Juristen in der Zeit des Nationalsozialismus.
Im Rahmen der Gleichschaltung bemühte sich Frank um institutionelle Beseitigung aller Berufsverbände der Juristen und deren Eingliederung in den BNSDJ. 
Nach der Mitglieder-Aufnahmesperre der NSDAP vom 19. April 1933 hob der BNDSJ für Anwärter zur Mitgliedschaft im Mai 1933 die Verpflichtung auf, Mitglied der NSDAP zu werden, so dass auch nicht der NSDAP angehörende Juristenverbände dem BNDSJ beitreten konnten. Dies waren unter anderem der Deutsche Anwaltverein, der Deutsche Richterbund (DRB) und der Republikanische Richterbund. Die ersteren traten von sich aus dem BNSDJ bei.
Dabei trat der DRB, der die Beseitigung der Weimarer Republik begrüßte, am 25. Mai 1933 geschlossen in den BNSDJ ein, innerhalb dessen er zunächst bestehen blieb, bis er sich Ende 1933 endgültig auflöste. Der viel kleinere Republikanische Richterbund kam einem Verbot am 14. März 1933 durch Selbstauflösung zuvor. Viele der Richter des republikanischen Richterbundes wurden willkürlich in den Ruhestand versetzt, infolge des Gesetzes zur Wiederherstellung des Berufsbeamtentums. Auch der den Deutschen Juristentag organisierende gleichnamige Verein löste sich auf. Der von ihm für den Herbst 1933 geplante Deutsche Juristentag wurde abgesagt und im Oktober 1933 unter der Schirmherrschaft des BNSDJ im Rahmen seiner 4. Reichstagung in Leipzig durchgeführt. Dort proklamierte Frank u. a. die Akademie für Deutsches Recht. 1934 wurde sie dann rechtlich gegründet. Hans Frank war Präsident der Akademie bis 1942 und Leiter des Ausschusses für Rechtsphilosophie. Der BNSDJ war nun keine reine Parteiorganisation mehr, sondern stand neben der Organisation der Partei. Mit der Gleichschaltung und der Inkorporation der juristischen Berufsverbände stieg die Mitgliederzahl des BNSDJ steil an. 1935 gehörten ihm etwa 70.000 Mitglieder an, darunter 16.348 Richter und Staatsanwälte, 14.575 Rechtspfleger, 11.774 Jungjuristen, 1.145 Wirtschaftsjuristen, 10.385 Verwaltungsjuristen, 9.886 Rechtsanwälte, 5.828 Notare und Rechtsanwaltsnotare sowie 409 Hochschullehrer. 1936, nach der Umbenennung in 'Nationalsozialistischer Rechtswahrerbund' (NSRB), hatte die Organisation etwa 85.000 Mitglieder. 1939 waren es etwa 101.000.
Hans Frank, „Reichsrechtsführer“ und Leiter der Akademie für Deutsches Recht, stand zunächst auch dem NSRB vor. Ab 1942 wurde er in dieser Funktion von Otto Thierack abgelöst. Fachgruppenleiter der Rechtsanwälte war Walter Raeke. Der Fachgruppe Hochschullehrer stand der ehrgeizige Carl Schmitt voran, den Waldemar Gurian in einem im Schweizer Exil entstandenen Zeitschriftenartikel als „Kronjuristen des Dritten Reiches“ bezeichnete. Schmitt war auch ab Mai 1934 der Herausgeber der 1933 von Hans Frank gekaperten und durch den Verlag C. H. Beck unter Zwang erworbenen – „arisierten“ – Deutschen Juristen-Zeitung (DJZ), die vor 1933 eine der angesehensten juristischen Zeitschriften war. Schmitt blieb in diesen Funktionen bis Ende 1936. Zu der Zeit geriet er mit der SS in Konflikt und verlor beide Funktionen und andere öffentliche Ämter. Von 1936 bis 1940 übernahm die Leitung der Fachgruppe Hochschullehrer der Professor und Wissenschaftsfunktionär Paul Ritterbusch.
Es gab für Juristen keine Pflicht zur Mitgliedschaft im NSRB, aber eine fehlende Mitgliedschaft wurde als Hinweis auf mangelnde nationalsozialistische Gesinnung verstanden. Da der NSRB als Standesorganisation im Benehmen mit dem Reichsjustizministerium über für Rechtsanwälte wichtige berufliche Funktionen entschied, konnte ein Rechtsanwalt Nachteile haben, wenn er nicht NSRB-Mitglied war. Das Reichsjustizministerium entschied etwa „im Einvernehmen“ mit dem BNSDJ bzw. NSRB über die Zulassung eines Rechtsanwalts bei den Gerichten und über die Besetzung anderer wichtiger Positionen der Rechtsprechung und in juristischen Organisationen wie etwa der Reichsrechtsanwaltskammer.
Publikationsorgan des Verbandes war die Zeitschrift Deutsches Recht.
Der Rechtswahrerbund wurde mit dem Kontrollratsgesetz Nr. 2 (Auflösung und Liquidierung der Naziorganisationen) vom 10. Oktober 1945 durch den Alliierten Kontrollrat auch verboten und sein Eigentum beschlagnahmt.